# Unilens de Baden-Powell

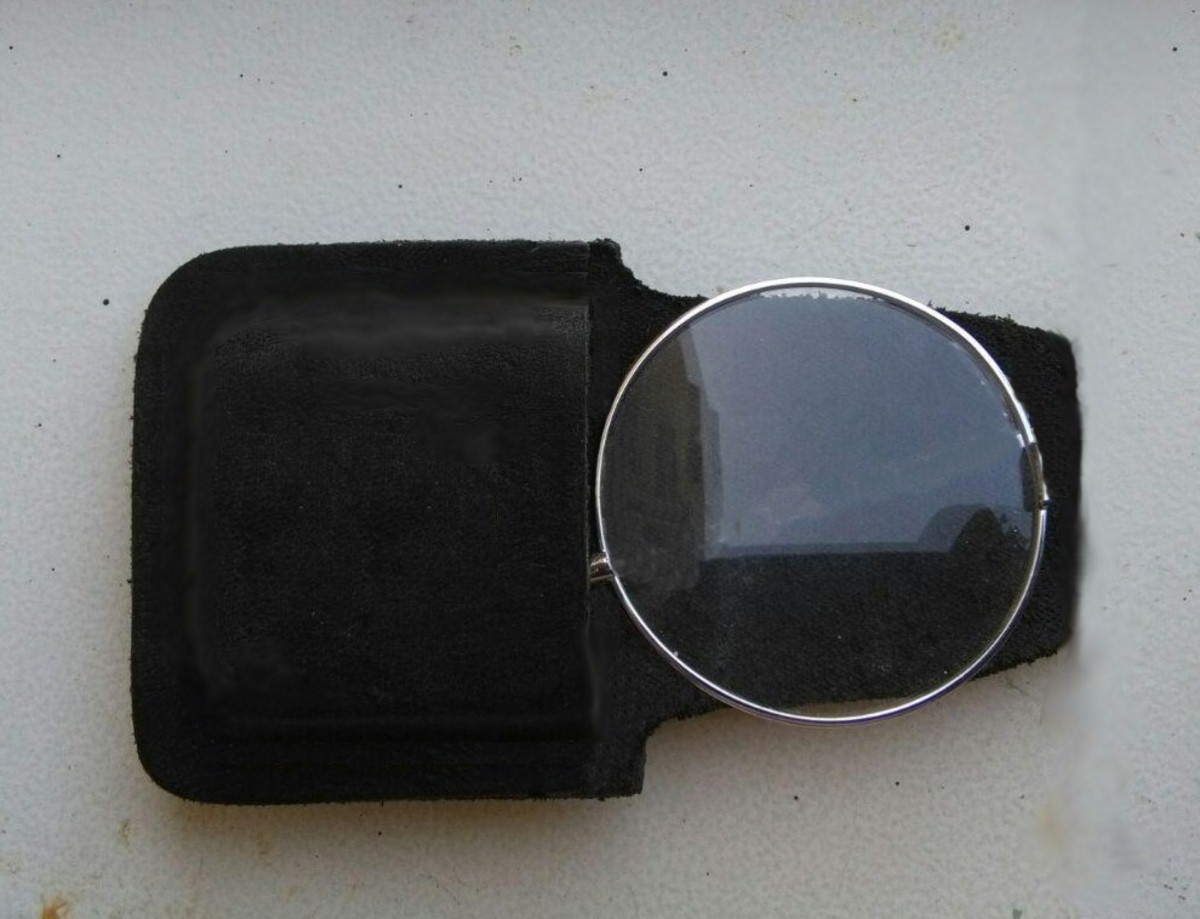
Baden-Powell Unilens

El telescopi Unilens és un pseudo-telescopi molt simple que va ser inventat pel Major de Baden-Powell. L'invent ocupa molt poc espai i amb ell es pot obtenir una imatge ampliada dels objectes distants, l'ampliació màxima és d'uns quatre diàmetres. Només tres de cada quatre persones poden utilitzar el "Unilens" amb bons resultats, i de manera satisfactòria.
A pesar que l'aparell no s'adapta a tots els ulls, el telescopi Unilens serveix d'ajuda per examinar objectes amb detall des de certa distància, ja que la imatge està sempre en el focus. Per la seva reduïda grandària i pes, és molt pràctic també per portar-lo d'excursió al camp i observar millor als animals que no permeten apropar-se a ells.

## Descripció i ús

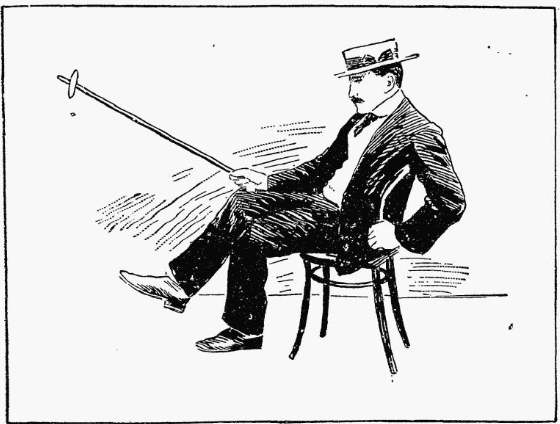
Baden-Powell Unilens (ús)

La construcció del telescopi "Unilens" consisteix en una sola lent convexa de 2 polzades i mitja de diàmetre, fixada sobre un suport (que pot ser una muntura de metall), sent aquesta grandària adequada per portar a la butxaca de l'armilla. El model amb muntura té un petit clip tipus pinça, que permet acoblar l'"Unilens" a un bastó dissenyat especialment per a aquest ús, a un bastó de passeig o fins i tot emprar un paraigua
Una forma d'utilitzar l'"Unilens" consisteix a asseure's i deixar reposar el braç que sosté el bastó en el genoll, l'usuari normal pot veure els objectes allunyats de forma nítida i enfocats, quan la lent està a uns quatre peus de distància de l'ull.

## Muntatge per usar l'Unilens
Es fixa la muntura a l'extrem d'un bastó i es manté la lent a certa distància de l'ull, de manera que com més gran és la distància respecte a l'ull, major és l'ampliació. Es pot aconseguir variar la distància entre l'ull i la lent sostenint el bastó horitzontalment amb una mà i doblegant més o menys el braç, L'ampliació màxima de l'objecte s'aconsegueix aguantant el bastó amb el braç completament estès (encara que a la distància màxima hi ha un lleuger desenfoc), aquesta distància, afegint la llargària del bastó, equival a una longitud aproximada d'uns sis peus entre l'ull i la lent per a un usuari normal.